# Archidiocèse de Papeete
L'archidiocèse de Papeete (en latin : Archidioecesis Papeetensis) est un archidiocèse de l'Église catholique.
Le vicariat apostolique de Tahiti a été érigé le 9 mai 1848. Il a été élevé en archidiocèse de Papeete le 21 juin 1966.  Il appartient à la conférence épiscopale du Pacifique.
Une copie intégrale de ses archives est conservée par le Pacific Manuscripts Bureau.

## Les vicaires apostoliques puis archevêques de Papeete

### Vicaires apostoliques de Tahiti
- Florentin-Étienne Jaussen, vicaire apostolique (1848-1884)
- Marie-Joseph Verdier, vicaire apostolique (1884-1908)
- André-Étienne-Athanase Hermel, vicaire apostolique (1908-1932)
- Julien-Marie Nouailles, vicaire apostolique (1932-1937)
- Paul-Laurent-Jean-Louis Mazé, vicaire apostolique,(1938-1966)

### Archevêques de Papeete
1. Paul-Laurent-Jean-Louis Mazé, archevêque (1966-1973)
2. Michel Coppenrath, archevêque (1973-1999)
3. Hubert Coppenrath, archevêque (1999-2011)
  1. Bruno Ma'i, administrateur apostolique (2011-2013)
  2. Pascal Chang-Soi, administrateur apostolique (2013-2015), évêque coadjuteur de Taiohae ou Tefenuaenata
  3. Jean-Pierre Cottanceau, administrateur apostolique (2015-2016)
4. Jean-Pierre Cottanceau, SS.CC archevêque (2016- )

## Évêque originaire du diocèse de Papeete
- Hubert Coppenrath, archevêque émérite de Papeete
- Michel Coppenrath, archevêque émérite de Papeete
- Jean-Marie Le Vert, évêque émérite de Quimper et évêque auxiliaire de Bordeaux depuis 2018
- Pascal Chang-Soi, évêque de Taiohae